# Fredrik Nikolas Berg
Fredrik Nikolas Berg, född 13 februari 1802 i Brostorp, Veinge, Hallands län, död 8 september 1884 i Stockholm, var en svensk tjänsteman och översättare. Han var son till kronofogden Axel Detlof Berg och hans hustru Aurora Lindberg. Efter akademiska studier i Lund tog han anställning vid landsstaten och var mellan 1856 och 1875 kassör vid Elektriska Telegrafverkets centralstation i Stockholm. Vid sidan av sitt dagliga arbete översatte han fransk dramatik; enligt Nordisk familjebok var han "en skicklig och särdeles flitig öfversättare" med runt 250 teaterpjäser på sin meritlista. Han översatte också i mindre utsträckning från tyska och engelska. Bland författare han översatte märks Alexandre Dumas den äldre, Eugène Scribe och Molière.

## Översättningar (urval)
- Edward Bulwer-Lytton, 1:e baron Lytton: Eugene Aram: Sorgspel i fem akter (efter E. L. Bulwers roman af Ludvig Rellstab, öfversättning från tyskan) (Lundeqvist, 1840)
- George Sand: Pauline (Pauline) (Hjerta, 1841)
- Victor Hugo: Maria Tudor: dram i tre afdelningar (fri öfversättning) (Marie Tudor) (Hjerta, 1842)
- Prosper Goubaux och Gustave Lemoine Suzettes hemgift (La dot de Suzette) (otryckt översättning för Djurgårdsteatern 1844)
- Etienne Huard Francesca, eller Krigsrätten (Francesca, ou Le conseil de guerre) (otryckt översättning för Djurgårdsteatern 1844)
- Karl Töpfer Kungens befallning (Des Königs Befehl) (otryckt översättning för Djurgårdsteatern 1844)
- Charles Varin och Louis Boyer En trappa högre upp (Rue de la Lune ) (otryckt översättning för Djurgårdsteatern 1844)
- Alexandre Dumas den äldre: De tre musketörerne (Les trois mousquetaires) (Hjerta, 1846)
- Louise Lubarsch Inga jesuiter mer! (Keine Jesuiten mehr) (otryckt översättning för Mindre teatern 1846)
- Roderich Benedix: Kärleksdrycken, eller Den nya uppfinningen (Der Liebestrank, oder Die neue Erfindung) (otryckt översättning för Mindre teatern 1846)